# Heteralepas smilius
Heteralepas smilius is een rankpootkreeftensoort uit de familie van de Heteralepadidae. De wetenschappelijke naam van de soort is voor het eerst geldig gepubliceerd in 1983 door Ren.